# Stenolophus propinquus
Stenolophus propinquus es una especie de escarabajo de tierra del género Stenolophus, tribu Harpalini, subfamilia Harpalinae. Fue descrita científicamente por A. Morawitz en 1862.
La especie se mantiene activa durante todos los meses del año.

## Distribución
Se distribuye por Japón, Rusia y Corea.